# Charles Karle
Charles Karle   (Filadèlfia, 15 de maig de 1898 - Bryn Mawr, 24 de juny de 1946) fou un remer estatunidenc que va competir durant la dècada de 1920.
El 1928 va prendre part en els Jocs Olímpics d'Amsterdam, on disputà la prova del quatre sense timoner del programa de rem. Formant equip amb William Miller, George Healis i Ernest Bayer guanyà la medalla de plata.